# Niina Petrõkina
Niina Petrõkina (Tallin, 14 de agosto de 2004) es una deportista estonia que compite en patinaje artístico, en la modalidad individual. Ganó una medalla de oro en el Campeonato Europeo de Patinaje Artístico sobre Hielo de 2025.

## Palmarés internacional
| Campeonato Europeo | Campeonato Europeo | Campeonato Europeo | Campeonato Europeo |
| Año                | Lugar              | Medalla            | Categoría          |
| ------------------ | ------------------ | ------------------ | ------------------ |
| 2025               | Tallin (Estonia)   | Medalla de oro     | Individual         |